# بخش‌های دپارتمان اسون
بخش‌های دپارتمان اسون (انگلیسی: Arrondissements of the Essonne department) شامل a بخش به شرح زیر است:
1. بخش اتامپ با ۷۶ کمون (فرانسه) و جمعیت ۱۴۰ هزار نفر در سال ۲۰۱۳ می‌باشد.
2. بخش اوری با ۵۲ کمون (فرانسه) و جمعیت ۵۲۱ هزار نفر در سال ۲۰۱۳ می‌باشد.
3. بخش پلزو با ۶۸ کمون (فرانسه) و جمعیت ۵۹۱ هزار نفر در سال ۲۰۱۳ می‌باشد.